# Rauchkaiserfische
Die Rauchkaiserfische (Apolemichthys) leben im Indopazifik. Sie sind nahe mit den atlantischen und ostpazifischen Engelfischen (Holacanthus) verwandt. Rauchkaiserfische leben in Korallenriffen, meist unterhalb von 20 Metern Tiefe. Sie sind eher selten und viele Arten haben nur ein sehr kleines, endemisches Verbreitungsgebiet.

## Merkmale
Rauchkaiserfische sind mittelgroße Kaiserfische und werden 15 bis 30 Zentimeter lang. Äußere Geschlechtsunterschiede gibt es nicht, dagegen sind die Jungfische oft abweichend gefärbt.

## Lebensweise
Rauchkaiserfische leben einzeln oder paarweise und ernähren sich als Nahrungsspezialisten vor allem von Schwämmen.

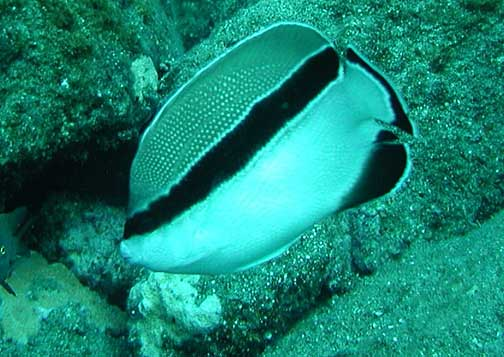
Schwarzbinden-Rauchkaiserfisch

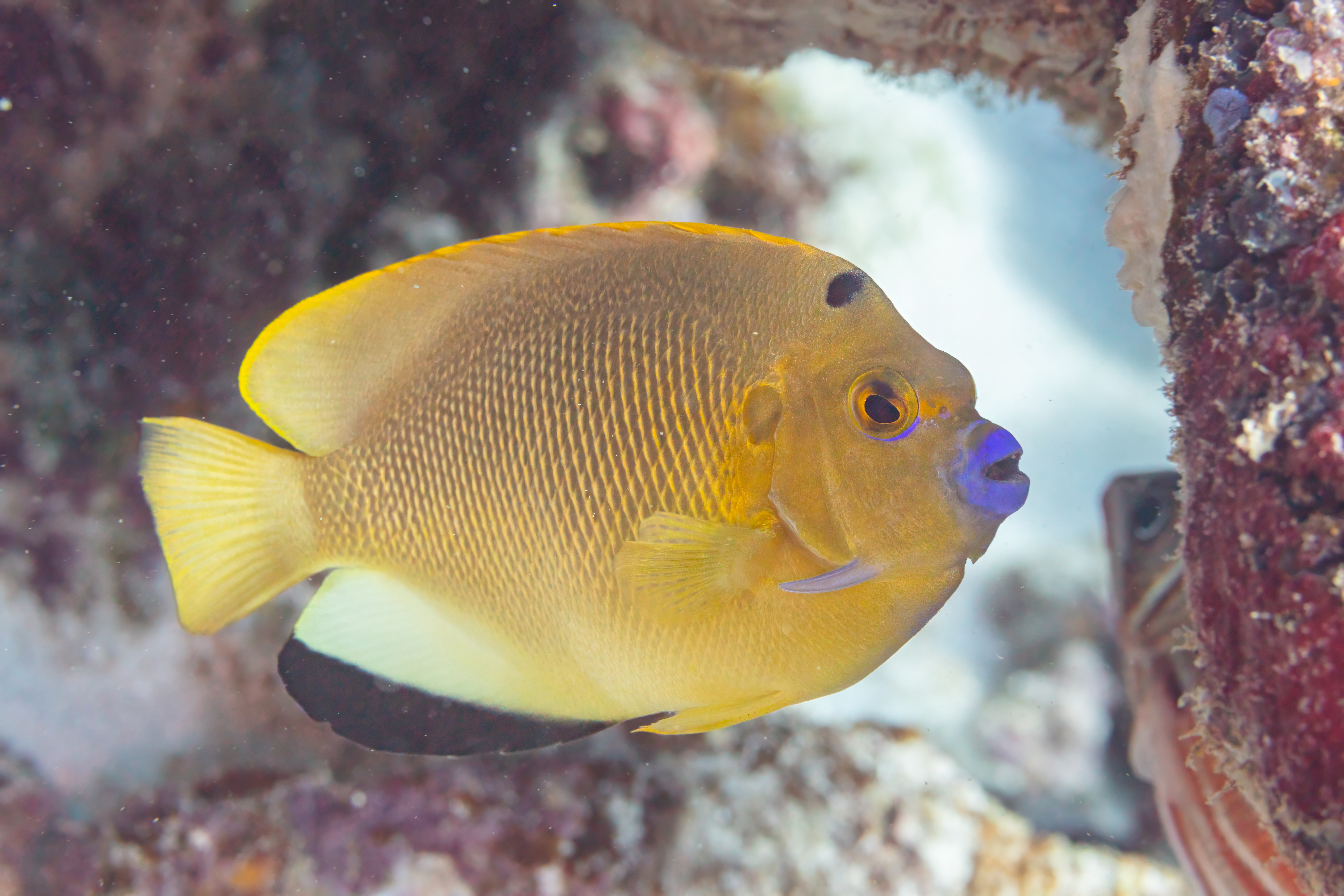
Dreipunkt-Rauchkaiserfisch

## Arten
Es gibt neun Arten:
- Schwarzbinden-Rauchkaiserfisch (Apolemichthys arcuatus (Gray 1831))
- Armitagei Rauchkaiserfisch (Apolemichthys armitagei Smith 1955)
- Griffis Rauchkaiserfisch (Apolemichthys griffisi (Carlson & Taylor 1981))
- Schwarzkopf-Rauchkaiserfisch (Apolemichthys guezei (Randall & Maugé 1978))
- Tiger-Rauchkaiserfisch (Apolemichthys kingi Heemstra 1984)
- Dreipunkt-Rauchkaiserfisch (Apolemichthys trimaculatus (Cuvier 1831))
- Goldtupfen-Rauchkaiserfisch (Apolemichthys xanthopunctatus Burgess 1973)
- Arabischer Rauchkaiserfisch (Apolemichthys xanthotis (Fraser-Brunner 1950))
- Indischer Rauchkaiserfisch (Apolemichthys xanthurus (Bennett 1833))

Die Gattung ist wahrscheinlich nicht monophyletisch, da der Schwarzbinden-Rauchkaiserfisch (A. arcuatus) eventuell näher mit den Zwergkaiserfischen Centropyge narcosis und Centropyge colini verwandt ist als mit den übrigen Apolemichthys-Arten.